# 魁皇號列車
魁皇（日语： Kaiō */?）號列車是由九州旅客鐵道（JR九州）運行於直方站至博多站之間的特別急行列車。列車途經筑豐本線、篠栗線、鹿兒島本線。

## 概要
魁皇在2001年10月6日，福北豐線電氣化開業同時開始運行。在日本國有鐵道（國鐵）時代，筑豐本線上曾經設有寢台特急「曉」等優等列車行走。由於筑豐本線在當時全線仍然是非電氣化，加上設有單線區間，雖然途經鹿兒島本線的乘坐距離較長，但是需時較短，因此筑豐本線的客量減少。最後，使途經筑豐本線的優等列車在國鐵分割民營化前的1985年全部被廢除。後來在16年後，終於再次設有駛經筑豐本線的列車行走，也是首個於篠栗線上行走的優等列車，這個列車就是特急「魁皇」。「魁皇」不過跨縣行走，整個運行區間都是在福岡縣內。

### 列車名稱的由來
「魁皇」這個列車名稱取自沿線直方市出身，在開始營運當時為現役大相撲力士（大關）魁皇博之的四股名。
在國鐵、JR集團中，這是唯一使用在世人物作為列車名稱的例子。
魁皇在2011年7月場所引退後，JR九州表示沒有意向把列車名稱改變。

## 運行概況
現時，「魁皇」只有1個往返班次，行走於直方站至博多站之間。從開始營運以來，從直方站出發的班次只有早上時段，從博多站出發的班次只有晚上時段。
列車編號方面，從開始營運當初，都是「2090+號數+H」。在2022年9月23日，西九州新幹線啟用後，由於該列車編號會與「接力鷗」重疊使用，因此變更為「1090+號數+H」。
在2021年3月12日前，「魁皇」設有下行3班，上行2班列車，班次號數為1至5號。當中1號只於平日行走，5號只於星期六及假日行走（但是1、5號為定義為定期列車）。因此每日實際上只有2個往返班次。5號在2011年3月12日時間表修正中變為1號於星期六及假日行走的班次，到達博多站的時間是10時前。

### 停車站
直方站 - 新飯塚站 - 飯塚站 - 桂川站 - 吉塚站 - 博多站

### 使用車輛、編成
在2022年9月23日起，「魁皇」使用787系電聯車（南福岡車輛區所屬車輛）行走。在2001年10月6日開始運行當初已經使用787系，當時以4卡編成運行，在2003年變更為6卡編成。在2005年增加至2個往返班次後，便以6卡編成（3、4號）或4卡編成（1、2、5號）行走。在2011年3月12日時間表修正後，由於4卡編成的列車被抽掉至日豐本線行走特急列車（例如「日輪」），因此所有班次以6卡編成。在2021年3月13日時間表修正中，「魁皇」從2.5個往返班次削減至1個往返班次時，787系一度沒有行走「魁皇」班次。在2022年9月23日時間表修正中，787系再次行走「魁皇」班次。另外，乘客是不能夠使用1號車廂的包廂式綠色車廂。
在2011年3月12日至2022年9月22日期間，「魁皇」使用783系電聯車以4卡編成（「前日輪」編成，但是由於車務調動的關係，一些日子會抽掉行去「綠」班次）行走。該列車設有綠色車廂（指定席），其餘車廂為普通車廂自由席。以各車輛的中央車門作為界限，靠近博多一方為A室，靠近直方一方為B室，在車站與車內設有相關資訊。另外，在行走「綠」的時候，由於會與另一架特急列車「豪斯登堡」結併運輸，因此在那時候的車廂編號為5至8號，但是當行走「魁皇」時會變為1至4號。

## 費用
此特急列車的特急費用是採用特定特急費用，費用比其他特急列車平宜。另外設有7日內有效的特急回數券（每套2張）。此外，使用綠色車廂費用為320日圓（整個區間也適用），與其他JR公司相比，此列車的綠色車廂費用比較平宜（只適用於吉塚站至博多站之間乘車的情況）。DX綠色車廂費用的費用與其他JR九州的特急列車相同。
在2011年3月12日起，JR九州在來線所有特急列車再沒有新幹線轉乘優惠，但是「魁皇」在開始運行當初已經不適用於這個轉乘優惠。

## 歷史
- 2001年（平成13年）10月6日：福北豐線電氣化啟用，同時「魁皇」也開始運行。當初只有1個往返班次，使用787系電聯車以4卡編成行走。另外，當時原定出發儀式邀請了列車名稱的由來魁皇博之來剪彩，但是由於魁皇博之身體不佳而缺席。
- 2003年（平成15年）3月15日：隨著實施時間表修正，改以6卡編成行走。另外，包廂式綠色車廂停止使用。
- 2005年（平成17年）10月1日：增至2個往返班次。增加的班次由787系4卡編成行走。
- 2007年（平成19年）3月18日：隨著實施時間表修正，6卡編成的班次加設DX綠色車廂。同時全車禁煙。
- 2011年（平成23年）3月12日：隨著實施時間表修正，設有以下變更：
  - 1號於星期六及假日的班次改為5號。使平日設有1至4號，星期六及假日設有2至5號，班次數量不變。
  - 4卡編成的列車使用783系電聯車行走。
- 2020年（令和2年）
  - 4月11日 - 5月10日：受到新冠病毒影響使客量減少，班次也被削減[6]。
    - 4、5號於星期六及假日暫停服務。
    - 2、3號在日本黃金周期間暫停服務。

  - 11月1日：受到新冠病毒的影響使客量減少，當時只有2、3號行走[7]。783系一度暫停行走「魁皇」。
- 2021年（令和3年）3月13日：隨著實施時間表修正，設有以下變更[8][9]：
  1. 削減至1個往返班次。1號原自原來的3號，2號的時間表是在原本2、4號的中間。
  2. 使用車輛統一為783系（與「閃耀」共用的4卡編成）[5]。
- 2022年（令和4年）9月23日：隨著西九州新幹線啟用而實施時間表修正，列車改用787系6卡編成。783系不再定期行走「魁皇」。
  - 12月3日：使用885系行走臨時列車班次(4、5號)[10]。

## 外部連結
- JR九州の列車ガイド 特急 かいおう （页面存档备份，存于）（日語） - 九州旅客鐵道